# Инкрементальная игра
Инкрементальная игра (также — idle game [с англ. — «простаивающая игра», «ленивая игра»], кликер) — компьютерная игра, игровой процесс в которой состоит из выполнения простых действий, таких как многократное нажатие на экран. Нажатия, как правило, выполняются, чтобы заработать игровую валюту. В некоторых играх постоянно нажимать на экран и вовсе не нужно (при условии покупки различных улучшений), так валюта зарабатывается сама, в том числе и в отсутствие игрока. Отсюда и название «idle game».

## Игровой процесс
В инкрементальной игре игрок нажимает на кнопку и получает определённое количество валюты. Игрок может потратить заработанные «деньги» на покупку игровых предметов или навыков, которые позволят игроку зарабатывать валюту быстрее или автоматически, даже без необходимости нажатия кнопок. Часто в таких играх есть источники дохода, которые зарабатывают некоторое количество монет за определённое время. Например, это могут быть здания, фабрики или фермы. Каждый из этих источников увеличивает количество зарабатываемой валюты в секунду. Но стоимость зданий тоже растёт экспоненциально, поэтому переход, скажем, с здания третьего уровня на здание четвёртого занимает столько же времени, сколько переход с первого здания на второе (иногда — даже больше).
В некоторых играх используется система сброса прогресса. Игрок сбрасывает прогресс, зато получает новый вид игровой валюты. Эта новая валюта обычно используется для получения бонусов, которые не исчезают после сброса. Эти бонусы позволяют игроку достичь больших игровых результатов, чем без сброса прогресса. Такие игры, как Cookie Clicker, позволяют игрокам играть бесконечно, а в Candy Box! можно достигнуть конца игры.

## История
Инкрементальные игры набрали популярность в 2013 году после успеха Cookie Clicker, хотя некоторые игры, выпущенные раньше (Cow Clicker и Candy Box!) были основаны на тех же игровых принципах, что и Cookie Clicker. В 2015 году игровая пресса заметила, что idle-игры распространяются на платформе Steam (например, Clicker Heroes).

## Мнения
Натан Грейсон объясняет популярность idle-игр тем, что они отвлекают человека от повседневных забот и легко вписываются в повседневную жизнь. В то же время они используют темы, которые можно встретить в более сложных играх, чтобы привлекать внимание игроков. Грейсон также отметил, что существуют idle-игры самой различной тематики: фэнтези, фантастика и эротика, это не даст игрокам заскучать.
Джастин Дэвис (IGN), описывая игры, отмечает, что человек чувствует нечто особое, когда дорогие улучшения становятся доступны. Но эти дорогие улучшения покупаются только для того, чтобы впоследствии быть заменёнными на новые. Это приводит к тому, что игрок чувствует себя сильным и слабым одновременно, стремится к экспоненциальному прогрессу.
Жульен Тьенно, один из создателей idle-игр (в том числе Cookie Clicker) назвал свои игры «non-games» (с англ. — «не игры»). В конце 2013 года им был создан Idle Game Maker. Этот инструмент позволяет создавать idle-игры без знания кода.